# 霍克斯伯里河
霍克斯伯里河（Hawkesbury River），又称Deerubbun，是澳大利亚新南威尔士州沿岸主要河流之一，发源于悉尼西南的古尔本附近，在先北后东围绕悉尼全城流淌后，在悉尼北端的布罗肯湾注入南太平洋塔斯曼海，全长472公里。
从尼皮恩河（Nepean R）与格罗斯河（Grose R）的交汇处至入海处的一段河流称为霍克斯伯里河，这一段长度约为120公里。上述两河交汇处位于悉尼西北的雅拉曼迪（Yarramundi）附近，尼皮恩河为北行河流，流经悉尼西部的彭里斯（Penrith），格罗斯河则为流量相对较小的河流，自蓝山向东流淌。

布罗肯湾全景（霍克斯伯里河在此入海）。从 Barrenjoey 灯塔拍摄。

## 外部連結
- Satellite photo Hawkesbury River on Google Maps
- The Hawkesbury Nepean Catchment Management Authority website （页面存档备份，存于）
- Hawkesbury Historical Society website
- A 50's Classic Riverside Hawkesbury Boathouse （页面存档备份，存于）
- Hawkesbury web
- Niall Clugston. . Dictionary of Sydney. Dictionary of Sydney Trust. 2008  [6 October 2015]. （原始内容存档于2022-10-15）. [CC-By-SA]

33°31′50″S 151°14′31″E / 33.5305°S 151.2419°E